# Список найвищих гір Нової Гвінеї

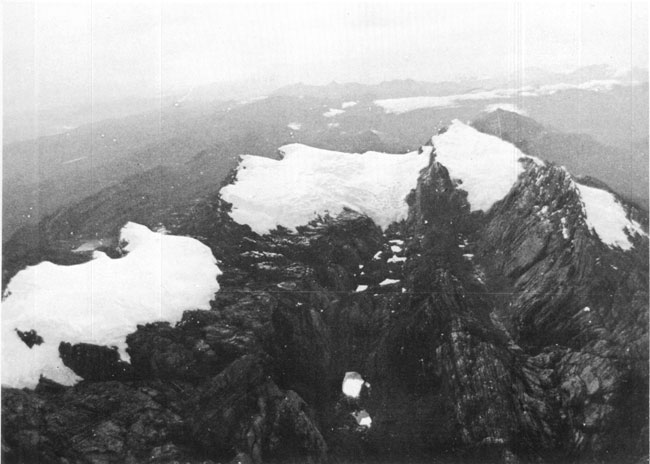
Гора Пунчак-Джая зі сходу в 1972 році. Піки зліва направо: Північна стіна піку, Нгга-Пулу, Карстенс Східний і Пунчак-Джая або Піраміда Карстенса. Через танення льодовиків, скеляста гряда Джая перевершила Нгга-Пулу як найвищу вершину Океанії.

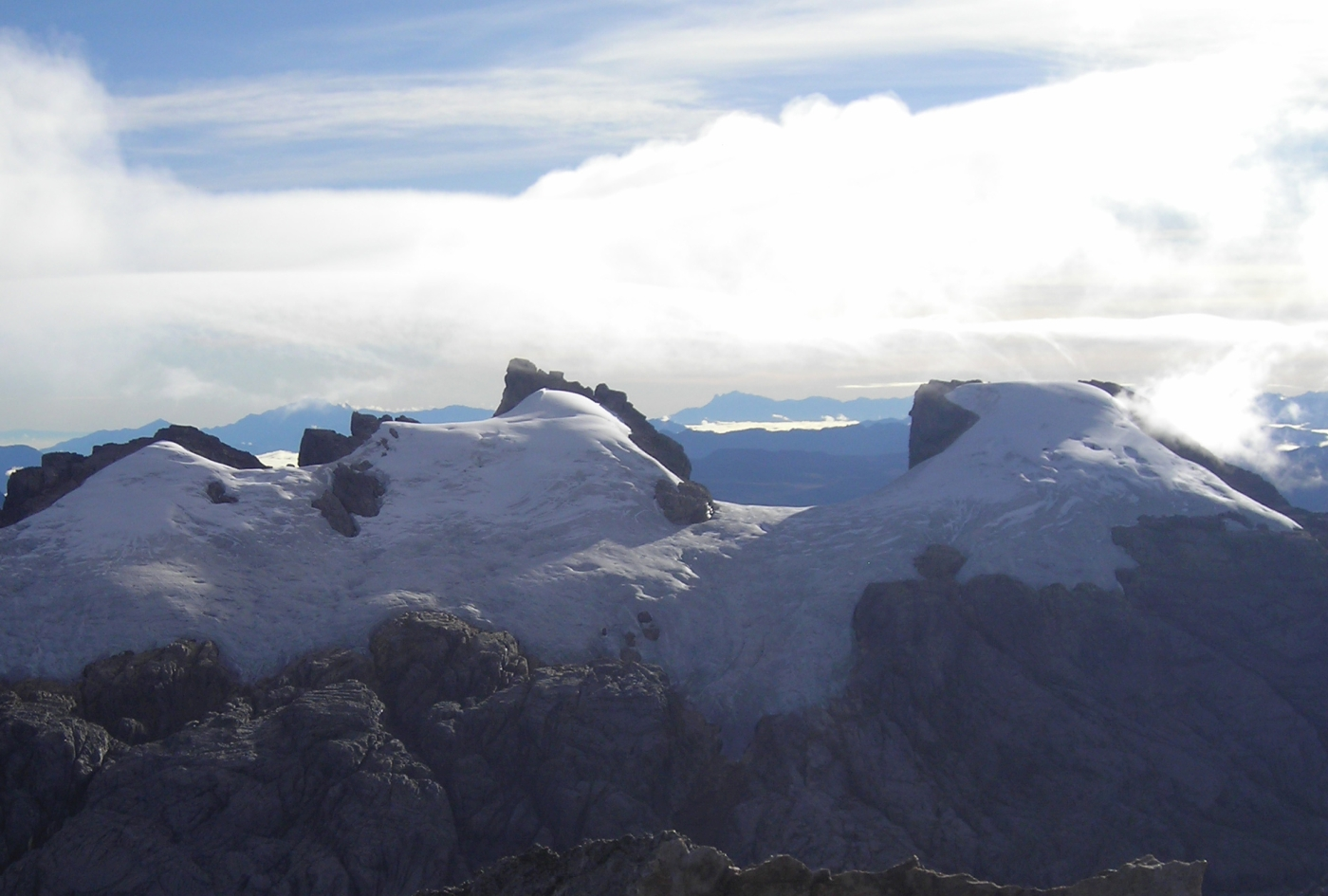
Сумантрі (в центрі), Нгга-Пулу (праворуч). Вид з Пунчак-Джаї

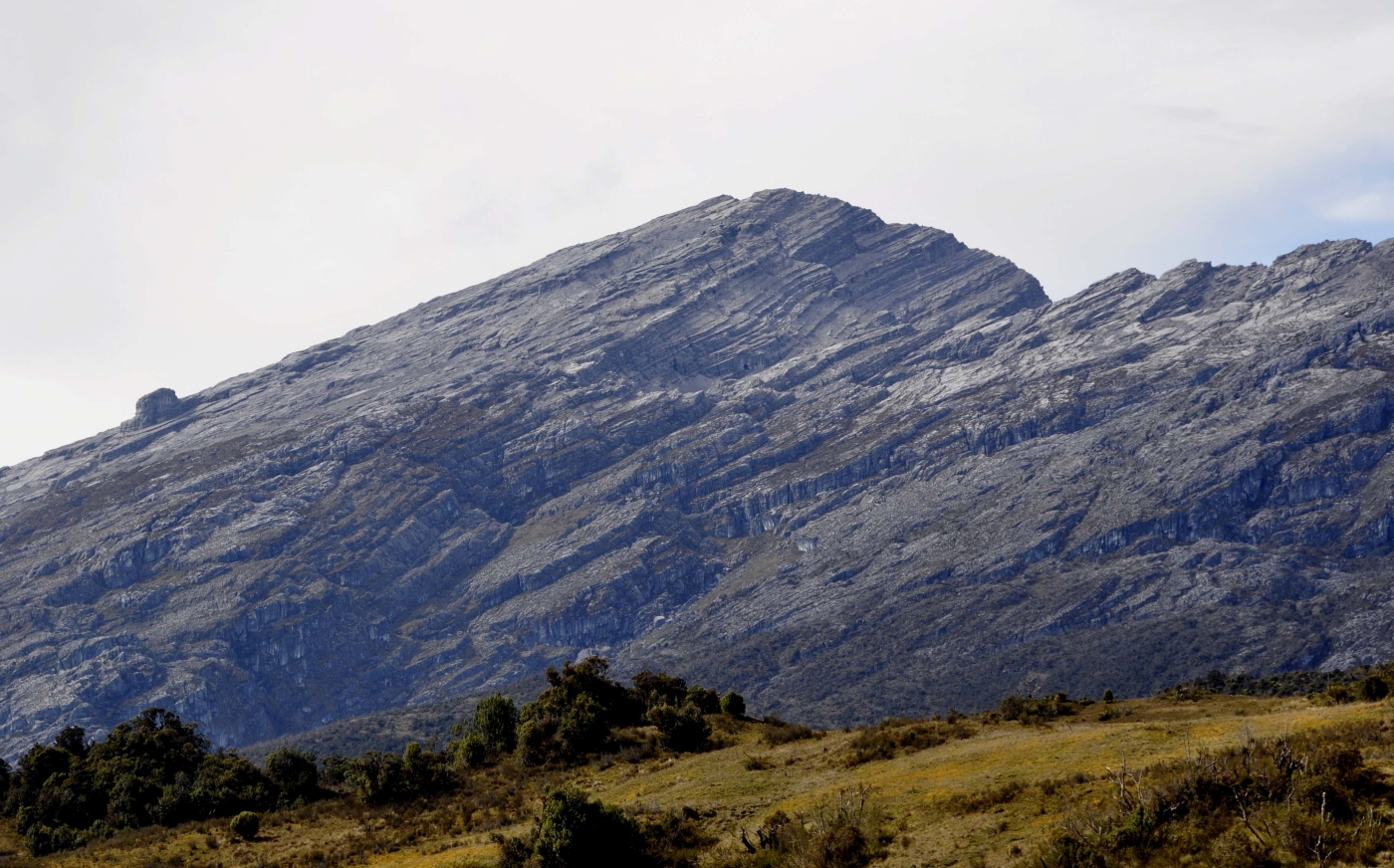
Пунчак Мандала з північного заходу

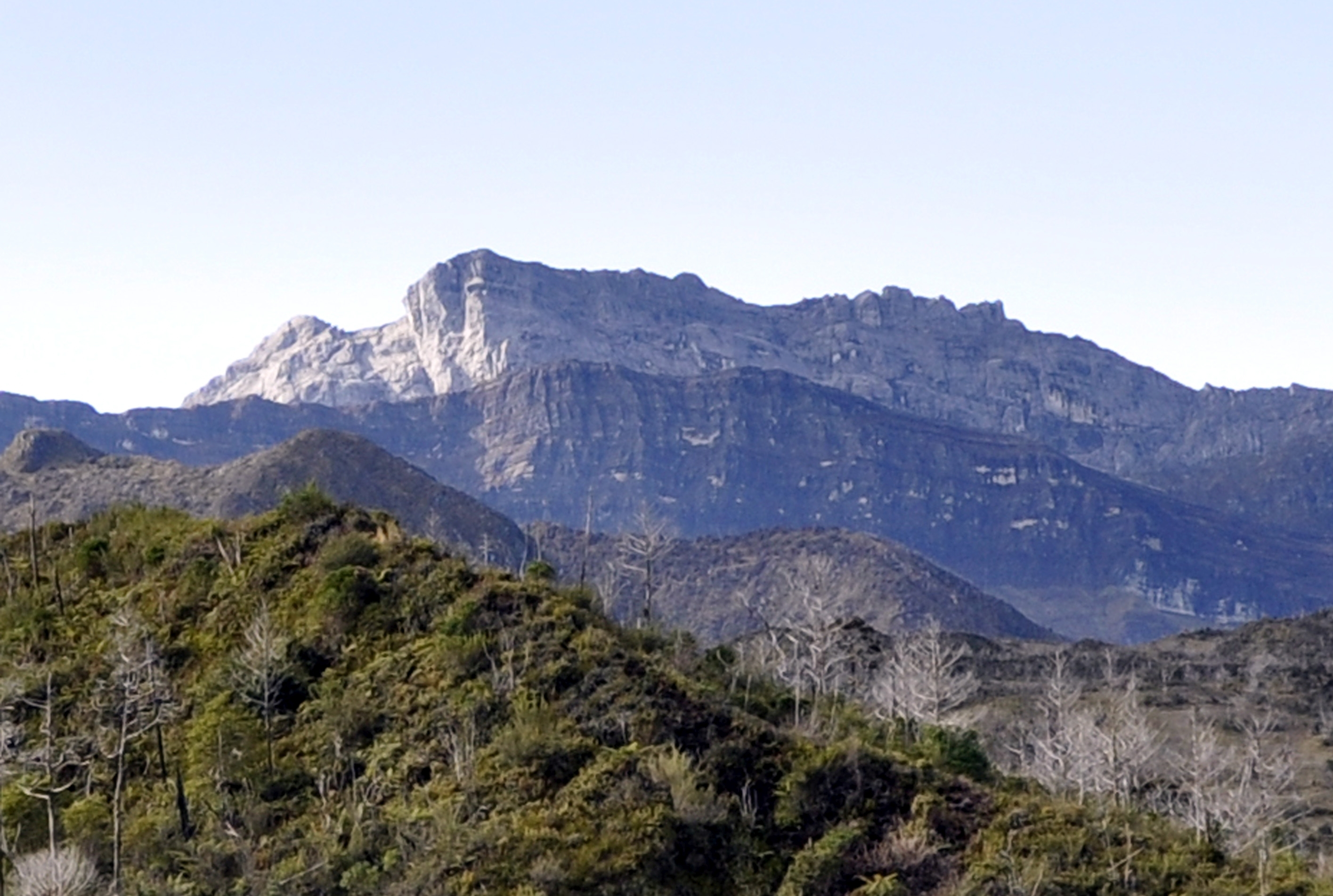
Пунчак-Трикора з півночі. Головна вершина (у центрі ліворуч)

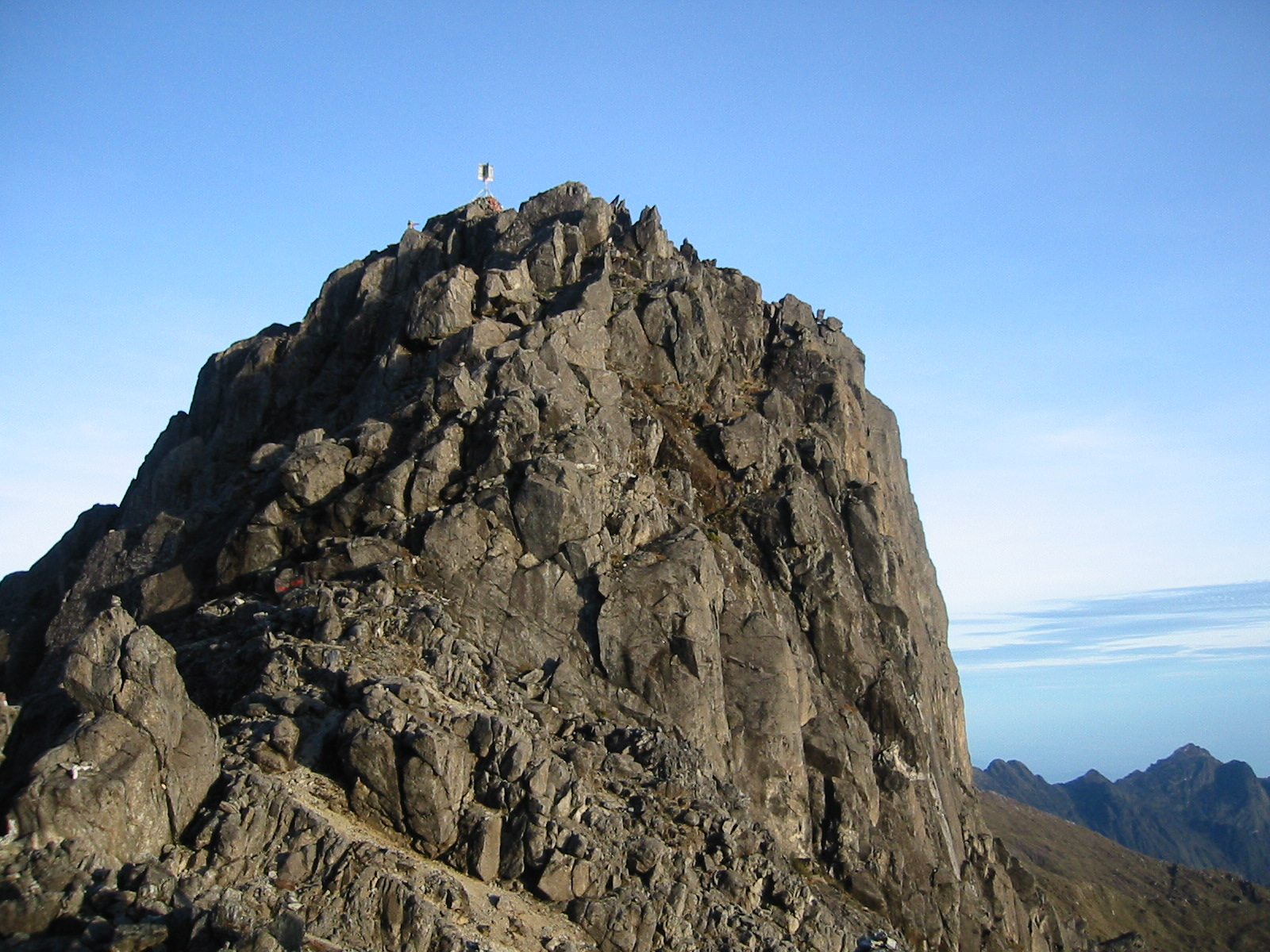
Гора Вільгельм, найвища вершина Папуа Нової Гвінеї

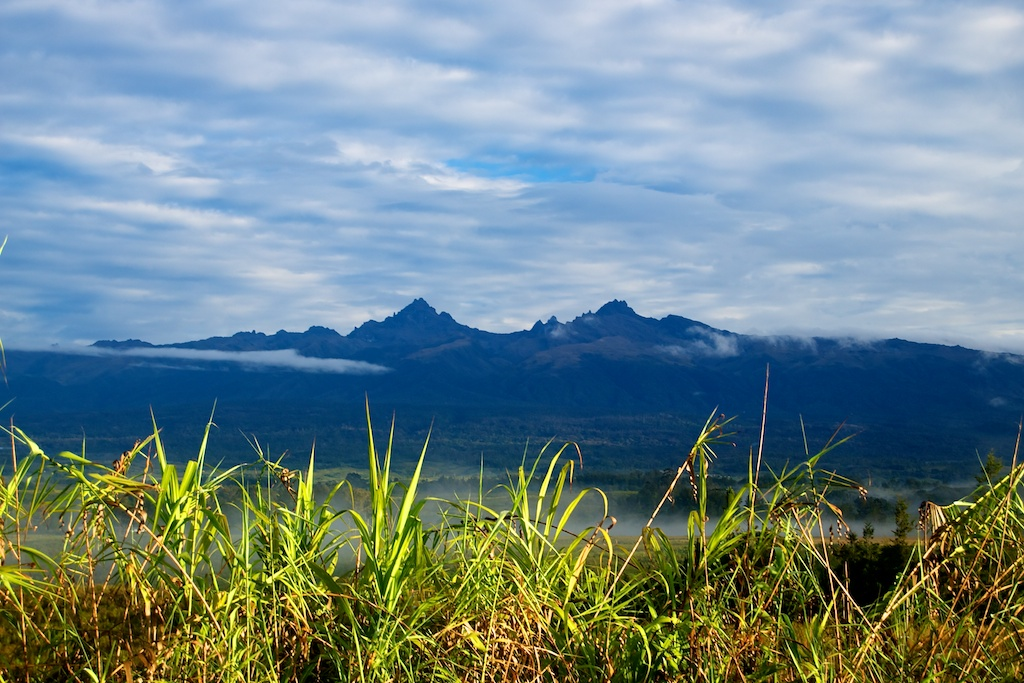
Вулкан Гілуве, найвищий вулкан острова Нова Гвінея

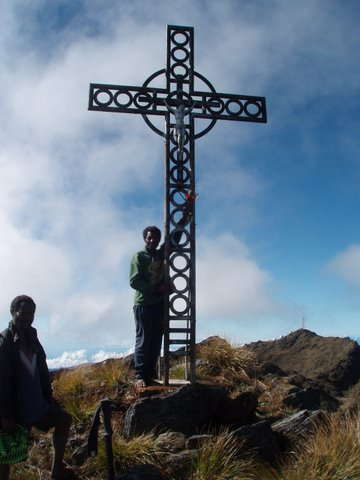
Хрест на вершині гори Альберт-Едвард

«Список найвищих гір Нової Гвінеї» включає всі гори на острові Нова Гвінея, які мають висоту 3750 м і більше. Це близько 50 вершин. Слід відзначити, що в цьому регіоні, за межами Нової Гвінеї, тільки одна вершина гора Кука в Новій Зеландії з висотою 3754 метрів відповідає цьому параметру, на території самого материка Австралії, таких вершин немає. У списку вказано 37 найвищих гір Індонезії, за винятком гори Керінчі (3805 м), яка розташована на острові Суматра (№ 30 в Індонезії), і 16 найвищих гір Папуа Нової Гвінеї.

## Точність топографічних даних
Багато гір в Новій Гвінеї погано вивчені і деякі високі вершини не були нанесені на карти. Висоти навіть добре обстежених і вивчених вершин конфліктують між собою за даними різних, навіть авторитетних джерел. Наприклад, остаточну висоту найвищої вершини Океанії Пунчак-Джаї/Піраміди Карстенса 4884 м було встановлено у 1973 році, коли австралійська розвідувальна експедиція встановила на цій вершині маяк. Це майже відповідало оцінці першої експедиції Лорентза в 1910 році, (4866 м). 1936 року експедиція Карстенса використовуючи барометр і вимірювання точки кипіння на вершині Нгга-Пулу отримала висоту 5030 м. Після першого сходження на Піраміду в 1962 році Генріха Харрера навіть було підраховано, що пік мав висоту 17 096 футів або 5211 м. Дослідження 1973 року встановлено, що в 1936 році барометричні оцінки були завишені на 118—127 м. Тим не менш, висота 5030 м, як і раніше поширена в багатьох атласах і картах.

## Список
| Ранг | Назва                             | В.р.м. (м) | Масив (гори)               | Країна (ранг)          | Координати                                                             | ВВ, (м) | Перше сходження   |
| ---- | --------------------------------- | ---------- | -------------------------- | ---------------------- | ---------------------------------------------------------------------- | ------- | ----------------- |
| 1    | Пунчак-Джая / Піраміда Карстенса  | 4884       | Західний Судірман / Нассау | Індонезія (1)          | 04°04′43″ пд. ш. 137°09′30″ сх. д. / 4.07861° пд. ш. 137.15833° сх. д. | 4884    | 13.02.1962        |
| —    | Сумантрі / Північна стіна         | 4870       | Західний Судірман / Нассау | Індонезія              | 04°03′10″ пд. ш. 137°10′01″ сх. д. / 4.05278° пд. ш. 137.16694° сх. д. | 350     | лютий 1962        |
| —    | Нгга-Пулу                         | 4862       | Західний Судірман / Нассау | Індонезія              | 04°03′38″ пд. ш. 137°10′36″ сх. д. / 4.06056° пд. ш. 137.17667° сх. д. | 100     | 5.12.1936         |
| —    | Карстенс Східний                  | 4820       | Західний Судірман / Нассау | Індонезія              | 04°05′00″ пд. ш. 137°11′06″ сх. д. / 4.08333° пд. ш. 137.18500° сх. д. | 280     | 5.12.1936         |
| 2    | Пунчак-Мандала / Пунчак-Джуліана  | 4760       | Джаявіджая / Оранж         | Індонезія (2)          | 04°42′31″ пд. ш. 140°17′22″ сх. д. / 4.70861° пд. ш. 140.28944° сх. д. | 2760    | 9.09.1959         |
| 3    | Пунчак-Трикора / Пік Вільгельміна | 4750       | Східний Судірман / Нассау  | Індонезія (3)          | 04°15′44″ пд. ш. 138°40′54″ сх. д. / 4.26222° пд. ш. 138.68167° сх. д. | 1262    | 21.02.1913        |
| 4    | Нгга-Пілімсіт / Іденбург          | 4717       | Західний Судірман / Нассау | Індонезія (4)          | 04°02′08″ пд. ш. 137°03′33″ сх. д. / 4.03556° пд. ш. 137.05917° сх. д. | 557     | 21.02.1962        |
| 5    | Яамін / Принц Гендрік             | 4540       | Джаявіджая / Оранж         | Індонезія (5)          | 04°40′59″ пд. ш. 140°04′52″ сх. д. / 4.68306° пд. ш. 140.08111° сх. д. | 700     |                   |
| 6    | Корнеліс Спельман                 | 4540       | Джаявіджая / Оранж         | Індонезія (6)          | 04°34′28″ пд. ш. 140°08′14″ сх. д. / 4.57444° пд. ш. 140.13722° сх. д. | 700     |                   |
| 7    | Вільгельм / Ендува Комбуґлу       | 4509       | Гори Бісмарка              | Папуа Нова Гвінея (1)  | 05°46′48″ пд. ш. 145°01′46″ сх. д. / 5.78000° пд. ш. 145.02944° сх. д. | 2969    | 15.08.1938        |
| 8    | Коен                              | 4500       | Джаявіджая / Оранж         | Індонезія (7)          | 04°18′16″ пд. ш. 139°37′53″ сх. д. / 4.30444° пд. ш. 139.63139° сх. д. | 820     |                   |
| 9    | Пік 4460                          | 4460       | Західний Судірман / Нассау | Індонезія (8)          | 04°05′04″ пд. ш. 137°20′59″ сх. д. / 4.08444° пд. ш. 137.34972° сх. д. | 600     |                   |
| 10   | Валентин                          | 4453       | Джаявіджая / Оранж         | Індонезія (9)          | 04°25′12″ пд. ш. 139°44′08″ сх. д. / 4.42000° пд. ш. 139.73556° сх. д. | 640     |                   |
| —    | Дом / Платен Шпіц                 | 4420       | Західний Судірман / Нассау | Індонезія              | 04°05′29″ пд. ш. 137°08′02″ сх. д. / 4.09139° пд. ш. 137.13389° сх. д. | 460     |                   |
| —    | Акімуґа / Принц Вільгельм         | 4390       | Західний Судірман / Нассау | Індонезія              | 04°06′47″ пд. ш. 137°27′56″ сх. д. / 4.11306° пд. ш. 137.46556° сх. д. | 340     |                   |
| 11   | Зааґтоппен (Гора Сав)             | 4380       | Джаявіджая / Оранж         | Індонезія (10)         | 04°33′01″ пд. ш. 139°55′06″ сх. д. / 4.55028° пд. ш. 139.91833° сх. д. | 680     |                   |
| 12   | Гілуве                            | 4367       | Центральний хребет         | Папуа Нова Гвінея (2)  | 06°02′36″ пд. ш. 143°53′11″ сх. д. / 6.04333° пд. ш. 143.88639° сх. д. | 2507    | 16.06.1934        |
| 13   | Вільгельм II                      | 4360       | Східний Судірман / Нассау  | Індонезія (11)         | 04°09′43″ пд. ш. 138°20′24″ сх. д. / 4.16194° пд. ш. 138.34000° сх. д. | 620     |                   |
| 14   | Убіа / Леонард Дарвін             | 4340       | Західний Судірман / Нассау | Індонезія (12)         | 04°00′22″ пд. ш. 136°48′09″ сх. д. / 4.00611° пд. ш. 136.80250° сх. д. | 580     |                   |
| —    | Доема                             | 4340       | Західний Судірман / Нассау | Індонезія              | 03°57′53″ пд. ш. 136°52′42″ сх. д. / 3.96472° пд. ш. 136.87833° сх. д. | 340     |                   |
| 15   | Вільгельм I                       | 4320       | Східний Судірман / Нассау  | Індонезія (13)         | 04°08′26″ пд. ш. 138°15′44″ сх. д. / 4.14056° пд. ш. 138.26222° сх. д. | 660     |                   |
| 16   | Румфіус                           | 4320       | Східний Судірман / Нассау  | Індонезія (14)         | 04°17′44″ пд. ш. 138°48′34″ сх. д. / 4.29556° пд. ш. 138.80944° сх. д. | 540     |                   |
| 17   | Пік 4260                          | 4300       | Джаявіджая / Оранж         | Індонезія (15)         | 04°38′10″ пд. ш. 140°17′27″ сх. д. / 4.63611° пд. ш. 140.29083° сх. д. | 540     |                   |
| —    | Пік 4240                          | 4240       | Східний Судірман / Нассау  | Індонезія              | 04°09′29″ пд. ш. 138°26′50″ сх. д. / 4.15806° пд. ш. 138.44722° сх. д. | 400     |                   |
| 18   | Принц Вільгельм II                | 4220       | Східний Судірман / Нассау  | Індонезія (16)         | 04°09′01″ пд. ш. 137°56′57″ сх. д. / 4.15028° пд. ш. 137.94917° сх. д. | 540     |                   |
| 19   | Пік 4180                          | 4180       | Західний Судірман / Нассау | Індонезія (17)         | 04°00′36″ пд. ш. 136°51′30″ сх. д. / 4.01000° пд. ш. 136.85833° сх. д. | 600     |                   |
| 20   | Гладстон                          | 4150       | Фіністерре                 | Папуа Нова Гвінея (3)  | 05°57′14″ пд. ш. 146°22′31″ сх. д. / 5.95389° пд. ш. 146.37528° сх. д. | 3709    |                   |
| 21   | Банґета / Сараваґет               | 4121       | Саруваґет                  | Папуа Нова Гвінея (4)  | 06°18′38″ пд. ш. 147°05′25″ сх. д. / 6.31056° пд. ш. 147.09028° сх. д. | 1701    | 1912              |
| 22   | Кабанґама                         | 4104       | Кубор                      | Папуа Нова Гвінея (5)  | 06°03′38″ пд. ш. 144°36′56″ сх. д. / 6.06056° пд. ш. 144.61556° сх. д. | 2284    |                   |
| 23   | Пік 4100                          | 4100       | Маоке                      | Індонезія (18)         | 03°57′26″ пд. ш. 137°44′57″ сх. д. / 3.95722° пд. ш. 137.74917° сх. д. | 510     |                   |
| 24   | Нгга-Нггулумбулу                  | 4061       | Нггулумбулу / Генс         | Індонезія (19)         | 03°45′30″ пд. ш. 137°18′40″ сх. д. / 3.75833° пд. ш. 137.31111° сх. д. | 1300    |                   |
| —    | Котевон                           | 4060       | Саруваґет                  | Папуа Нова Гвінея      | 06°14′09″ пд. ш. 146°57′37″ сх. д. / 6.23583° пд. ш. 146.96028° сх. д. | 460     |                   |
| —    | Пік 4040                          | 4040       | Саруваґет                  | Папуа Нова Гвінея      | 06°14′13″ пд. ш. 146°54′26″ сх. д. / 6.23694° пд. ш. 146.90722° сх. д. | 460     |                   |
| —    | Принц Маурітс                     | 4040       | Західний Судірман / Нассау | Індонезія              | 04°06′08″ пд. ш. 137°39′10″ сх. д. / 4.10222° пд. ш. 137.65278° сх. д. | 380     |                   |
| 25   | Вікторія                          | 4038       | Оуен-Стенлі                | Папуа Нова Гвінея (6)  | 08°53′34″ пд. ш. 147°31′59″ сх. д. / 8.89278° пд. ш. 147.53306° сх. д. | 2738    | 11.06.1889        |
| —    | Фредерік Гендрік                  | 4020       | Західний Судірман / Нассау | Індонезія              | 04°05′29″ пд. ш. 137°46′02″ сх. д. / 4.09139° пд. ш. 137.76722° сх. д. | 280     |                   |
| 26   | Йоган Вільгельм Фрісо             | 4000       | Східний Судірман / Нассау  | Індонезія (20)         | 04°10′12″ пд. ш. 138°01′33″ сх. д. / 4.17000° пд. ш. 138.02583° сх. д. | 560     |                   |
| 27   | Альберт-Едвард                    | 3993       | Оуен-Стенлі                | Папуа Нова Гвінея (7)  | 08°24′44″ пд. ш. 147°24′12″ сх. д. / 8.41222° пд. ш. 147.40333° сх. д. | 980     | 1906              |
| 28   | Антарес                           | 3970       | Стар                       | Індонезія (21)         | 04°53′46″ пд. ш. 140°54′15″ сх. д. / 4.89611° пд. ш. 140.90417° сх. д. | 1360    | 6.07.1959         |
| 29   | Кубор                             | 3969       | Кубор                      | Папуа Нова Гвінея (8)  | 06°06′06″ пд. ш. 144°45′36″ сх. д. / 6.10167° пд. ш. 144.76000° сх. д. | 580     |                   |
| 30   | Еліт                              | 3960       | Джаявіджая / Оранж         | Індонезія (22)         | 03°59′34″ пд. ш. 139°11′09″ сх. д. / 3.99278° пд. ш. 139.18583° сх. д. | 720     |                   |
| 31   | Капелла                           | 3960       | Стар                       | Папуа Нова Гвінея (9)  | 04°59′45″ пд. ш. 141°04′57″ сх. д. / 4.99583° пд. ш. 141.08250° сх. д. | 670     | Кв. чи тр. 1965   |
| 32   | Пік 3960                          | 3960       | Джаявіджая / Оранж         | Індонезія (23)         | 04°19′34″ пд. ш. 139°26′26″ сх. д. / 4.32611° пд. ш. 139.44056° сх. д. | 660     |                   |
| 33   | Анґемук                           | 3949       | Маоке                      | Індонезія (24)         | 03°31′30″ пд. ш. 138°35′31″ сх. д. / 3.52500° пд. ш. 138.59194° сх. д. | 1565    |                   |
| 34   | Пік 3940                          | 3940       | Маоке                      | Індонезія (25)         | 03°51′12″ пд. ш. 137°57′52″ сх. д. / 3.85333° пд. ш. 137.96444° сх. д. | 800     |                   |
| 35   | Юпнакабап                         | 3920       | Фіністерре                 | Папуа Нова Гвінея (10) | 06°00′15″ пд. ш. 146°29′56″ сх. д. / 6.00417° пд. ш. 146.49889° сх. д. | 820     | Січ. чи лют. 1965 |
| 36   | Тіом                              | 3915       | Гори Тіом                  | Індонезія (26)         | 03°46′01″ пд. ш. 138°16′01″ сх. д. / 3.76694° пд. ш. 138.26694° сх. д. | 720     |                   |
| 37   | Пік 3900                          | 3900       | Джаявіджая / Оранж         | Індонезія (27)         | 04°16′35″ пд. ш. 139°18′58″ сх. д. / 4.27639° пд. ш. 139.31611° сх. д. | 640     |                   |
| 38   | Кеґераґа                          | 3885       | Кубор                      | Папуа Нова Гвінея (11) | 06°01′48″ пд. ш. 144°23′23″ сх. д. / 6.03000° пд. ш. 144.38972° сх. д. | 720     |                   |
| 39   | Пік 3860_Фіністерре               | 3860       | Фіністерре                 | Папуа Нова Гвінея (12) | 05°47′38″ пд. ш. 146°06′33″ сх. д. / 5.79389° пд. ш. 146.10917° сх. д. | 660     |                   |
| —    | Пік 3860_Оранж                    | 3860       | Джаявіджая / Оранж         | Індонезія              | 04°09′31″ пд. ш. 139°13′03″ сх. д. / 4.15861° пд. ш. 139.21750° сх. д. | 300     |                   |
| 40   | Папуа-Пік 3856                    | 3856       | Маоке                      | Індонезія (28)         | 03°35′10″ пд. ш. 138°15′35″ сх. д. / 3.58611° пд. ш. 138.25972° сх. д. | 1165    |                   |
| 41   | Кумбепара                         | 3852       | Центральний хребет         | Папуа Нова Гвінея (13) | 05°30′26″ пд. ш. 143°02′52″ сх. д. / 5.50722° пд. ш. 143.04778° сх. д. | 1100    |                   |
| —    | Пік 3840 / 12467                  | 3840       | Джаявіджая / Оранж         | Індонезія              | 04°42′34″ пд. ш. 140°28′08″ сх. д. / 4.70944° пд. ш. 140.46889° сх. д. | 480     |                   |
| 42   | Пік 3820                          | 3820       | Маоке                      | Індонезія (29)         | 03°55′02″ пд. ш. 138°02′16″ сх. д. / 3.91722° пд. ш. 138.03778° сх. д. | 560     |                   |
| —    | Скретчлей                         | 3820       | Оуен-Стенлі                | Папуа Нова Гвінея      | 08°44′14″ пд. ш. 147°28′35″ сх. д. / 8.73722° пд. ш. 147.47639° сх. д. | 480     | 1896              |
| —    | Пік 3820                          | 3820       | Маоке                      | Індонезія              | 03°50′00″ пд. ш. 138°24′45″ сх. д. / 3.83333° пд. ш. 138.41250° сх. д. | 440     |                   |
| 43   | X-chain HP                        | 3801       | Маоке (X-chain)            | Індонезія (31)         | 03°32′32″ пд. ш. 137°49′42″ сх. д. / 3.54222° пд. ш. 137.82833° сх. д. | 1120    |                   |
| 44   | Пік 3800                          | 3800       | Маоке                      | Індонезія (32)         | 03°34′39″ пд. ш. 138°02′46″ сх. д. / 3.57750° пд. ш. 138.04611° сх. д. | 600     |                   |
| 45   | Кайєнде                           | 3798       | Центральний хребет         | Папуа Нова Гвінея (15) | 05°28′25″ пд. ш. 143°11′50″ сх. д. / 5.47361° пд. ш. 143.19722° сх. д. | 620     |                   |
| 46   | Джумбул Амбера                    | 3785       | Маоке                      | Індонезія (33)         | 03°52′03″ пд. ш. 139°00′13″ сх. д. / 3.86750° пд. ш. 139.00361° сх. д. | 1383    |                   |
| 47   | Гаґен                             | 3778       | Центральний хребет         | Папуа Нова Гвінея (14) | 05°44′38″ пд. ш. 144°02′34″ сх. д. / 5.74389° пд. ш. 144.04278° сх. д. | 1080    | Лип. 1933         |
| 48   | Z-chain high-point                | 3774       | Маоке (Z-chain)            | Індонезія (34)         | 03°37′59″ пд. ш. 136°55′24″ сх. д. / 3.63306° пд. ш. 136.92333° сх. д. | 1354    |                   |
| 49   | Ундан / Удон / Бедеґо             | 3774       | Гори Бісмарка              | Папуа Нова Гвінея (16) | 05°48′02″ пд. ш. 144°51′12″ сх. д. / 5.80056° пд. ш. 144.85333° сх. д. | 800     |                   |
| 50   | Пік 3760                          | 3760       | Джаявіджая / Оранж         | Індонезія (35)         | 04°41′33″ пд. ш. 140°30′32″ сх. д. / 4.69250° пд. ш. 140.50889° сх. д. | 560     |                   |
| 51   | Кобовре/ Вакаї                    | 3750       | Кобовре / Вейланд          | Індонезія (36)         | 03°52′15″ пд. ш. 135°52′14″ сх. д. / 3.87083° пд. ш. 135.87056° сх. д. | 2217    |                   |
| 52   | Вахтер (Ґуардіан)                 | 3750       | Джаявіджая / Оранж         | Індонезія (37)         | 04°27′30″ пд. ш. 139°27′48″ сх. д. / 4.45833° пд. ш. 139.46333° сх. д. | 880     |                   |